# Jessica Ziu
Jessica Ziu, née le 6 juin 2002 à Dublin, est une footballeuse internationale irlandaise. Sélectionnée pour la première fois en équipe nationale irlandaise à l'âge de 17 ans, elle joue depuis 2022 dans le club anglais du West Ham United Women Football Club.

## Carrière
Jessica Ziu nait le 6 juin 2002 à Dublin. Son père a émigré en Irlande depuis l'Albanie en 1998. Elle commence à jouer au football à l'âge de 5 ans. Elle rejoint le club du Rivermount Boys à Finglas où elle se retrouve la seule fille de l'équipe de sa classe d'âge.

### En club
Elle intègre ensuite l'équipe des moins de 17 ans du Shelbourne Ladies Football Club. Très rapidement son niveau de jeu pousse ses entraîneur à l'intégrer à l'équipe senior. Elle fait ses débuts en championnat d'Irlande en juin 2018 alors qu'elle a à peine 16 ans.
À partir de 2020 elle devient une titulaire essentielle au sein du milieu de terrain de Shelbourne. Elle est nommée joueuse du mois d'octobre 2004. En fin de saison elle est nommée dans l'équipe de la saison du championnat d'Irlande. Lors de la saison 2021, elle participe au gain du titre de championnes d'Irlande. Elle dispute ensuite la finale de la Coupe d'Irlande, mais Shelbourne s'incline 3-1 devant les Wexford Youth.
En mars 2022, Jessica Ziu quitte l'Irlande. Elle est recrutée par les Anglaises du West Ham United Women Football Club qui dispute la première division anglaise.
En octobre 2022 Jessica Ziu se blesse gravement au ligament croisé antérieur du genou à l'occasion d'une rencontre de Coupe de la Ligue anglaise contre les London City Lionesses.

### En équipe nationale
Jessica Ziu est régulièrement sélectionnée dans les équipes nationales irlandaise. Sa grande précocité fait qu'elle est régulièrement surclassée dans les catégories d'âge supérieures. c'est ainsi qu'elle accumule 16 sélections avec les moins de 17 ans.
Sa réussite en championnat d'Irlande avec Shelbourne attire forcément l'attention du sélectionneur irlandais Colin Bell. Alors qu'elle vient juste de fêter son seizième anniversaire, il la sélectionne pour la première fois pour un rassemblement en août 2018 à l'occasion d'un match qualificatif pour la coupe du monde féminine de football contre l'Irlande du Nord. Il déclare : « Elle est toujours très jeune. Elle vient juste d'avoir 16 ans, mais a besoin d'être dans cet environnement ». C'est à l'occasion de ce match qu'elle gagne sa première sélection en entrant en cours de match à la 75e minute en remplacement de Rianna Jarrett. L'Irlande s'impose 4 à 0 contre ses voisine du nord de l'île.

## Palmarès
- Championnat d'Irlande féminin de football
  - Vainqueur en 2021 et 2022